# Hans Peter Stalder
Hans Peter Stalder (* 1944 oder 1945) ist ein ehemaliger Schweizer Journalist und Fernsehmoderator.
Stalder studierte Geschichte und Journalistik an den Universitäten Bern und Zürich. Für das Schweizer Radio und Fernsehen war er von 1971 bis 1984 Asien-Korrespondent. Für das Schweizer Fernsehen war er Auslandredaktor, bis 1990 Leiter der Sendung Rundschau und von 1990 bis 1992 Leiter der Tagesschau; von 1994 bis 2001 war er USA-Korrespondent in Washington und von 2001 bis 2006 Korrespondent für die Europäische Union. 2006 ging er nach 39 Dienstjahren in Pension.